# خوک‌ها (فیلم ۲۰۰۷)
«خوک‌ها» (انگلیسی: Pigs (2007 film)) یک فیلم است که در سال ۲۰۰۷ منتشر شد.